# Graziella Priulla
Graziella Priulla (Masserano, 1945) è una sociologa e saggista italiana.

## Biografia
Ha studiato al Liceo classico Massimo d'Azeglio di Torino, dove ha conseguito il diploma nel 1963. Si è  poi laureata, nel 1967, alla Facoltà di lettere e filosofia dell'Università di Torino. Ha collaborato con la RAI.
Graziella Priulla è una sociologa della comunicazione e della cultura, docente prima associata e poi ordinaria di sociologia dei processi culturali e comunicativi all'Università di Catania dal 1976 al 2015. 
Svolge attività di formatrice sui temi della differenza di genere.
I suoi studi riguardano i mezzi di informazione, la sociologia dei consumi culturali, la comunicazione giornalistica sulla mafia, i linguaggi comunicativi della pubblicità e della politica, i modi di rappresentazione e costruzione della realtà attraverso il mezzo televisivo, i temi della comunicazione pubblica in Italia, gli stereotipi di genere e il sessismo.

## Saggistica
I suoi interessi di ricerca sono rispecchiati nell'attività saggistica. Tra i saggi più recenti:

### La comunicazione delle pubbliche amministrazioni
La comunicazione delle pubbliche amministrazioni, saggio edito nel 2008, si occupa del paradosso della comunicazione amministrativa in Italia che, fatte salve alcune situazioni di eccellenza, risulta in generale inefficace e inadeguata nella prassi, percepita dai cittadini come pesante e insostenibile, nonostante il paese, tra le democrazie occidentali, disponga di una normativa avanzatissima in tema di processo e comunicazione nella pubblica amministrazione.

### I caratteri elementari della comunicazione
Edito nel 2009, è un manuale rivolto agli studenti universitari e offre un quadro d'insieme su un tema tanto frequentato quanto mal definito. Prospetta gli ambiti di interesse, i processi, i contesti che sono coinvolti nel campo complesso della comunicazione, cercando di trasferire la natura astratta dei termini nella concreta esperienza di ciascuno.

### L'Italia dell'ignoranza. Crisi della scuola e declino del paese
Pubblicato nel 2011, il saggio verte sullo stato al quale è giunta la scuola italiana, attraverso un processo di opacizzazione del suo prestigio istituzionale, di indebolimento progressivo della sua efficacia formativa, a causa della tradizionale mancanza di centralità del tema dell'educazione nelle agenda politica italiana, all'erosione del consenso sociale e alla conseguente perdita di credibilità agli occhi di chi ne fruisce (in particolare, gli studenti e le famiglie), di chi vi agisce professionalmente (i docenti e il personale) e di coloro ai quali, dirigenti e politici, sono affidati compiti di indirizzo e organizzazione.
L'indebolimento del ruolo istituzionale è messo in relazione con il generale declino del paese. Un tratto notevole di questo fenomeno di depotenziamento è che esso si accompagna a una scarsa consapevolezza da parte dell'opinione pubblica, in particolare di famiglie e studenti: perfino nei casi in cui vi è percezione, essa avviene in termini di tale ineluttabilità da non riuscire a stimolare nemmeno una reazione generale. Questa «assenza [della scuola] dall'orizzonte complessivo della società» è per l'autrice il nodo principale, e arduo, che la società italiana dovrà essere in grado di sciogliere per dotare il paese di un'istituzione educativa adeguata a sostenere il ruolo del paese nel sistema di competizione internazionale.

### Riprendiamoci le parole. Il linguaggio della politica è un bene pubblico
Un pamphlet uscito all'inizio del 2012, quando il lungometraggio berlusconiano sembrava giunto ai titoli di coda. Elenca le parole tradite, deformate, stravolte da un uso mistificante e strumentale o superficiale e irriflesso. Le catarsi collettive iniziano purificando le parole. La lingua è un bene prezioso per la sopravvivenza dell'umanità, né più né meno dell'acqua.

### C'è differenza. Identità di genere e linguaggi
Pubblicato nel 2013, il libro ha l'ambizione di porsi come manuale di educazione di genere rivolto alle scuole superiori. Lo scopo è quello di coltivare nuove modalità per costruire identità di genere aperte e paritarie, che aiutino le nuove generazioni a difendersi dagli stereotipi e da modelli di femminilità e di mascolinità limitativi delle potenzialità di ciascuna e di ciascuno. Il piano educativo è essenziale per la formazione di linguaggi e orientamenti che, senza negare le differenze biologiche (anzi, valorizzandole), le privino della carica di violenza, delle prevaricazioni e delle ambiguità che storicamente hanno accompagnato le relazioni tra i sessi.

### Parole tossiche. Cronache di ordinario sessismo
Pubblicato nel 2014. Il registro prevalente della prima Repubblica era l'ipocrisia, fatta per sopire, attenuare, nascondere; la spudoratezza bulimica inaugurata sul finire di quella stagione ne è il rovescio: è fatta per eccitare, sobillare, aizzare. Da antimodello scandaloso, da fuga trasgressiva verso una dimensione carnale e rovesciata del linguaggio, il parlar sboccato è diventato canone ufficiale. Il turpiloquio sessista pare fantasia ma è ridondanza: addomestica, normalizza, irreggimenta i corpi e le condotte. Anche quando finge di sfuggire alla monotonia dell'atto meccanico, di stimolare l'eccitazione, è confinato nel recinto degli stereotipi. Insomma, è un incitamento al conformismo.

### La libertà difficile delle donne. Ragionando di corpi e di poteri
Pubblicato nel 2016. Ogni potere - da quello religioso a quello politico - interviene sui corpi. Prima ancora di approntare sistemi di strutture e di norme, costruisce ordini simbolici che ne descrivono alcuni usi come naturali e legittimi mentre ne interdicono altri come innaturali o perversi. La posta in gioco è alta: riguarda la sfera intima delle persone, la sessualità e la riproduzione. Regolamentandole si regolamenta la società, ed è con il controllo delle donne che viene garantita la purezza della linea di discendenza, ritenuta essenziale per la vita comunitaria. Nel corso del ‘900 i movimenti femministi hanno portato sulla scena della storia, della cultura, della politica le vicende che riguardano il corpo, svelando le discriminazioni, le subordinazioni, le cancellazioni che per secoli il genere femminile ha dovuto subire, le gabbie che l’hanno rinchiuso. Eppure meccanismi invisibili, ingiunzioni silenziose ancora condizionano la nostra libertà, mentre conquiste che credevamo acquisite vengono rimesse in discussione, e le parole chiave del femminismo subiscono una torsione che rischia di stravolgerne il senso.

### Viaggio nel paese degli stereotipi. Lettera a una Venusiana sul sessismo
Pubblicato nel 2017. Godere della libertà di essere pari ma diversi. Pare ancora un’utopia, perfino in molti luoghi del libero Occidente che a parole dicono di valorizzare le differenze, mentre nei fatti le perpetuano. Se atterrasse una extraterrestre che cosa ne direbbe?
La responsabilità non è delle leggi, come pensano molti che hanno la comoda abitudine di addossare ogni guaio alla politica. Ciascuno di noi quando cede ai luoghi comuni, quando ragiona per stereotipi, oppure quando fa finta di niente, porta il suo mattoncino alla costruzione delle discriminazioni. Il caso del sessismo lo dimostra. È la prima e la più importante delle polarità che contrappongono gli esseri umani collocandoli in una gerarchia fasulla, costruita perché la differenza si trasformi in disvalore.
Se voglio che mio figlio e mia figlia crescano liberi dagli stereotipi di genere, devo fare in modo di non portarmi dentro quegli stessi stereotipi.

Violate. Sessismo e cultura dello stupro
Il «grado zero del linguaggio» di agnelli travestiti da leoni (da tastiera) sottende una cultura maschilista della violenza che ha radice in un problema educativo strutturale e nell’organizzazione patriarcale della società. Si tratta di una cultura che non risparmia nessuno: né quelle donne che l’hanno interiorizzata e non la mettono in discussione, né gli uomini costretti a rispettare determinati canoni di mascolinità.  Questo libro fa chiarezza sulla necessità di mettere in discussione «un intero sistema di significati e comunicazioni rintracciando e svelando gli equivoci su cui si fonda».

## Opere
- Bibliografia delle comunicazioni di massa, Assisi, Carucci, 1970.
- Il decreto legge fra Governo e Parlamento, con Franco Cazzola e Alberto Predieri, Milano, Giuffrè, 1975.
- La televisione a scuola. Esperienze nell'uso di tecnologie educative in Italia, con Giovanni Gozzer, Bologna, Il Mulino, 1977.
- A scuola con il giornale, a cura di, Catania, Pellicanolibri, 1981.
- La realtà confezionata. Stampa e televisione a confronto, Catania, CULC, 1984.
- Mafia e informazione, a cura di, Padova, Liviana, 1987. ISBN 88-7675-503-9.
- In nome del popolo mediatico. Giudici, politici e giornalisti nella stagione di Mani pulite, Roma, Edizioni Lavoro, 1999. ISBN 88-7910-845-X.
- Vendere onnipotenza. Metafore pubblicitarie, tecnologie, miti del XXI secolo, Bari, Edizioni Dedalo, 2002. ISBN 88-220-5330-3.
- Introduzione alla comunicazione pubblica  e La comunicazione, con Maria Eugenia Parito, Acireale, Bonanno, 2005.
- Raccontar guai. Che cosa ci minaccia, che cosa ci preoccupa, Soveria Mannelli, Rubbettino Editore, 2006. ISBN 88-498-1477-1.
- Il giovanotto si deve prendere una l'aura, con Giuseppe Di Gregorio, Acireale, Bonanno, 2006. ISBN 88-7796-283-6.
- Comunicare solidarietà. Introduzione alla comunicazione sociale, con CD-ROM, Acireale-Roma, Bonanno, 2008. ISBN 978-88-7796-393-2.
- La comunicazione delle pubbliche amministrazioni, Roma-Bari, Laterza, 2008. ISBN 978-88-420-8798-4.
- I caratteri elementari della comunicazione, Roma-Bari, Laterza, 2009. ISBN 978-88-420-9112-7.
- L'Italia dell'ignoranza. Crisi della scuola e declino del paese, Milano, FrancoAngeli, 2011. ISBN 978-88-568-4022-3.
- Riprendiamoci le parole. Il linguaggio della politica è un bene pubblico, Trapani, Di Girolamo, 2012. ISBN 978-88-97050-15-5.
- C'è differenza. Identità di genere e linguaggi. Storie, corpi, immagini e parole, Milano, FrancoAngeli 2013. ISBN 978-88-204-3382-6.
- Parole tossiche. Cronache di ordinario sessismo, Cagli, Settenove, 2014. ISBN 978-88-908605-7-7.
- La libertà difficile delle donne. Ragionando di corpi e di poteri, Cagli, Settenove, 2016. ISBN 978-88-98947-14-0
- Viaggio nel Paese degli stereotipi. Lettera a una Venusiana sul sessismo, Villaggio Maori, Catania, 2017  ISBN 978-88-9489-811-8
- Violate. Sessismo e cultura dello stupro, Villaggio Maori, Catania, 2020 ISBN 9788894898651

| Controllo di autorità | VIAF (EN) 238211709 · ISNI (EN) 0000 0003 8550 0276 · SBN CFIV060270 · LCCN (EN) n84155986 · BNF (FR) cb162164452 (data) |